# Sixways Stadium
Sixways Stadium es un estadio ubicado en Worcester, Inglaterra. Actualmente se usa principalmente para partidos de rugby y es el estadio de Worcester Warriors. El estadio tiene capacidad para 12.068 con estacionamiento para 1.000 autos, Sixways tiene 60 modernas salas para reuniones y eventos. El terreno se abrió en 1975 y está ubicado en la salida 6 de la autopista M5, que se divide en seis direcciones, de ahí el nombre Sixways.
El 7 de abril de 2016 se anunció que el campo de Sixways se convertiría en césped artificial de última tecnología antes de la temporada 2016-17. Sixways se convertirá en el tercer lugar de la Premiership Inglesa con un campo artificial después del Allianz Park y el Kingston Park, pero el primero en contar con relleno orgánico en lugar de miga de goma.